# پول سخت

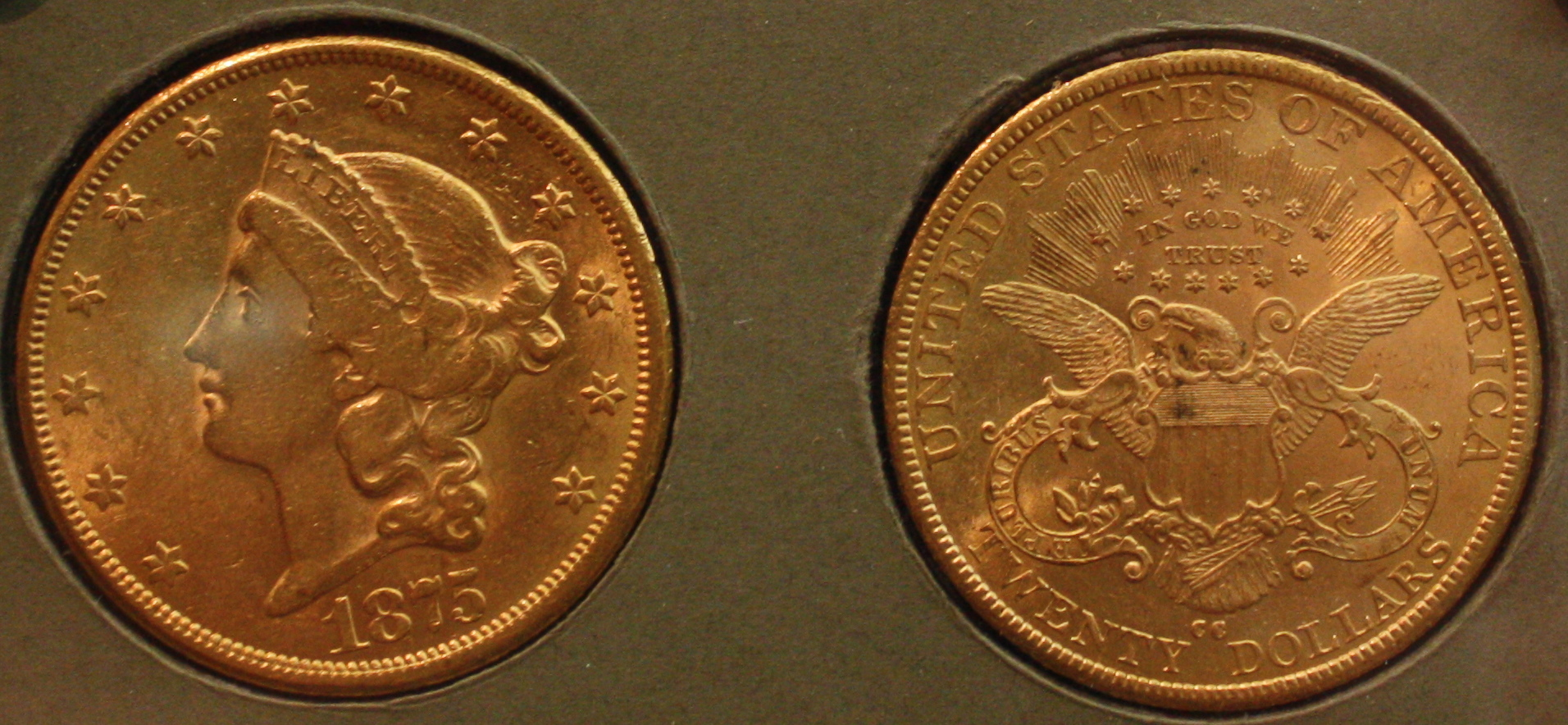

پول سخت ارزی است که از یک کالای ارزشمند مانند طلا یا نقره تشکیل شده یا به‌طور مستقیم تحت حمایت آن قرار دارد. پول سخت دارای ارزش اقتصادی ذاتی مستقل از وضعیت پولی خود است. در سال ۱۸۳۶، رئیس‌جمهور وقت آمریکا اندرو جکسون فرمان اجرایی را صادر کرد که بر اساس آن تمام زمین‌های عمومی باید با پول سخت خریداری می‌شد.